# Edward M. De Robertis

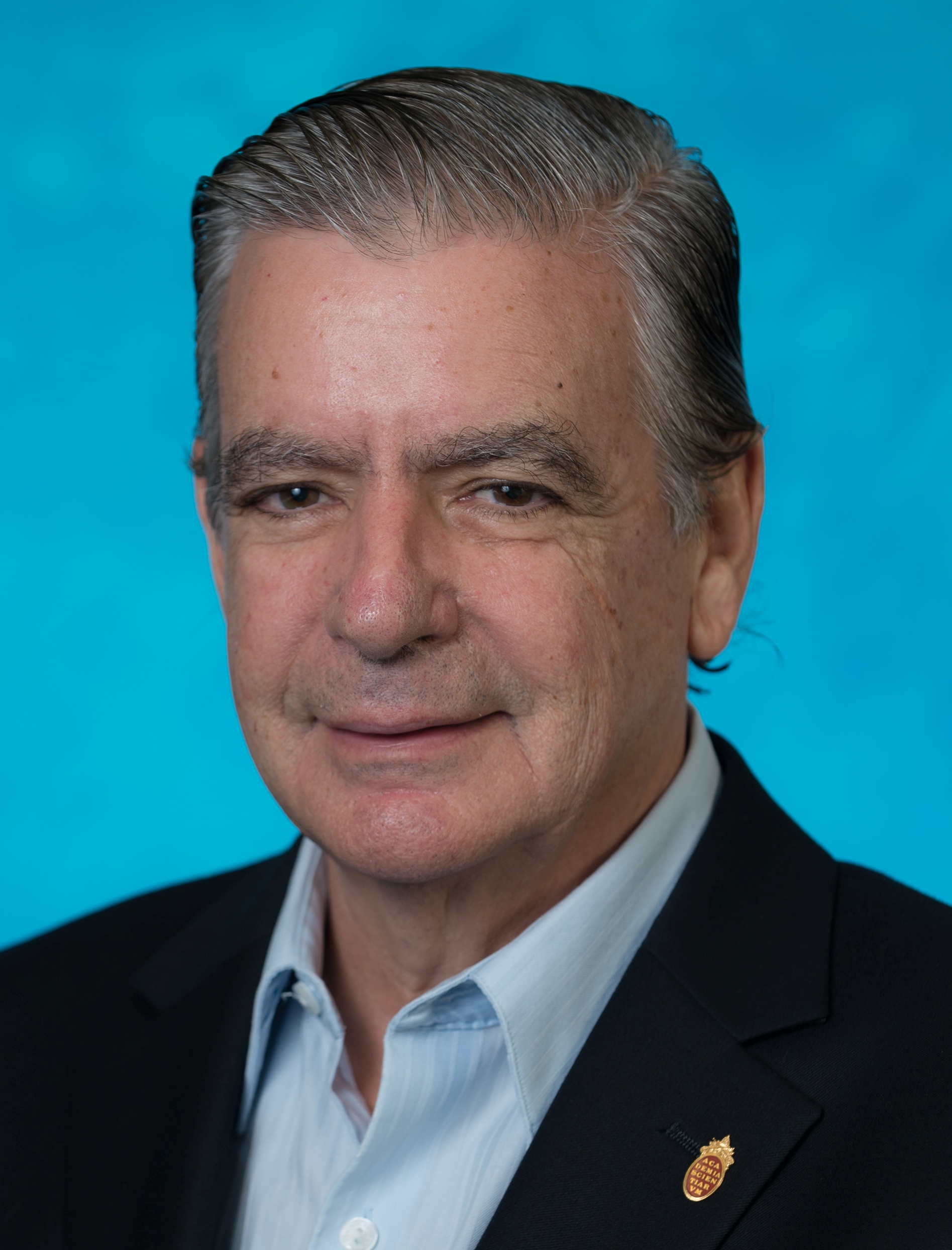
De Robertis (2012)

Edward Michael De Robertis, genannt Eddy De Robertis, (* 6. Juni 1947 in Boston) ist ein US-amerikanischer Entwicklungsbiologe und Biochemiker.

## Leben
Er ist der Sohn des argentinischen Biologen Eduardo De Robertis (1913–1988) und wurde geboren, als sein Vater Post-Doktorand am MIT war. De Robertis wuchs in Uruguay auf und studierte dort Medizin (Promotion 1971). Anschließend studierte er in Chemie und promovierte darin in Buenos Aires. Danach war er an der University of Cambridge bei John Gurdon und am Labor für Molekularbiologie des Medical Research Council, bevor er 1980 Professor in Basel wurde. 1985 wurde er Professor für Biochemie an der University of California, Los Angeles. Seit 1994 forscht er auch am Howard Hughes Medical Institute.

## Werk
Er ist für Entdeckungen zur Steuerung der Genexpression während der Entwicklung bekannt. 1977 zeigte er mit Gurdon bei Verpflanzungsexperimenten von Zellkernen eines Froschs in die Eizelle anderer Amphibien, dass das Zytoplasma die Genexpression während der Entwicklung beeinflusst. 1984 entdeckte er mit Walter Gehring das erste die Entwicklung von Wirbeltieren steuernde Gen (Hox) und fand deren Konservierung in der Evolution, da sie auch bei Drosophila vorkommen. Später gelang ihm die Aufklärung einiger der Mechanismen, mit denen die Zellumgebung während der Entwicklung die Genexpression und Zelldifferenzierung steuert (das Phänomen des von Hilde Mangold und Hans Spemann entdeckten Spemann-Organisators). Dabei spielt das Signalprotein Chordin eine Rolle, das als Inhibitor für den Wachstumsfaktor BMP4 (Bone morphogenetic protein) wirkt und von einer Protease (Tolloid) abgebaut wird. Der Signalweg spielt bei der Ventral-Dorsal-Differenzierung in vielen Organismen quer durch die Stammesgeschichte eine Rolle. Das beteiligte Gen ist das Hox-Gen Goosecoid. Die Forschungen fanden in den 1990er Jahren statt. Später fand er auch Wechselwirkungen mit anderen Signalwegen (wie dem Wnt-Signalweg).

## Ehrungen und Mitgliedschaften
2009 erhielt er den ersten Ross-Harrison-Preis der International Society of Developmental Biologists, deren Präsident er 2002 bis 2006 war.
Er ist Mitglied der National Academy of Sciences (2013), der American Academy of Arts and Sciences, Fellow der European Molecular Biology Organization (EMBO) und seit 2009 Mitglied der Päpstlichen Akademie der Wissenschaften. Er ist Ehrendoktor der Universität Paris VI und erhielt 2020 die Alexander-Kowalewski-Medaille.

## Schriften
- mit Guillermo Oliver, Christopher V. E. Wright: Homeobox Genes and the Vertebrate Body Plan, Scientific American, Juli 1990, doi:10.1038/scientificamerican0790-46
- Evo-Devo: Variations on Ancestral themes, Cell, Band 132, 2008, S. 185–195, doi:10.1016/j.cell.2008.01.003.
- mit Yoshiki Sasai: A common plan for dorso-ventral patterning in Bilateria, Nature 380, 1996, S. 37–40, doi:10.1038/380037a0.
- The ancestry of segmentation, Nature, Band 387, 1997, S. 25–26, doi:10.1038/387025a0.